# Baseball Stars Professional
Baseball Stars Professional (ベースボールスターズプロフェッショナル, en japonais) est un jeu vidéo de baseball développé et édité par SNK en 1990 sur Neo-Geo MVS, Neo-Geo AES et en 1995 sur Neo-Geo CD (NGM / NGH 002),,.

## Réédition
- Xbox Live Arcade